# Mariama Sylla (femme politique)
Pour les articles homonymes, voir Mariama Sylla.
Mariama Sylla est une femme politique guinéenne. 
Elle est la ministre de l'Action sociale, de la Promotion féminine et de l'Enfance, nommée par décret présidentiel le 26 mai 2018,,.